# Maybach Exelero
Maybach Exelero er en uni sportsvogn der blev bygget i 2004. Det er en fire-sæders bil med en twin turbo V12-motor der yder 700 hestekræfter, og den blev bygget af Maybach-Motorenbau GmbH på anmodning fra Fulda Tires, der er den tyske afdeling af Goodyear. Fulda bruger bilen som referencekøretøj til at teste en ny generation af brede dæk. Den tyske luksusbilfabrikant byggede modellen som en moderne fortolkning af selskabets legendariske strømlinede sportsvogn fra 1930'erne. Der var flere hentydninger til historiske forgængere, som ligeledes er baseret på kraftfulde Maybach-automobiler. I dette tilfælde blev Maybach SW 38 også brugt af Fulda til at teste dæk. Filmen medvirkede i en episode af den tyske politiserie Cobra 11, i hvor den blev brugt i en afsluttende biljagt i episoden "Freundschaft".
Ifølge Top Gear blev bilet købt af Birdman i 2011 for $8 millioner. I januar 2012 skrev Motorvison om bilen, og den var på dette tidspunkt eget af firmaet Mechatronik i Tyskland. 
Jay-Z brugte bilen i musikvideoen til "Lost One".